# Identity (山本彩のアルバム)
『identity』（アイデンティティー）は、日本の女性歌手・山本彩の2作目のアルバム。2017年10月4日によしもとミュージックエンタテインメント（laugh out loud! records）より発売された。

## 背景とリリース
前作から約1年ぶりとなる2ndアルバムであり、前作同様に亀田誠治がサウンドプロデューサーを務める。初回限定盤、通常盤の2形態でリリースされ、初回限定盤には「JOKER」のミュージック・ビデオおよびメイキングを収録したDVDが付属する。
2017年7月16日未明、音楽番組『音楽の日』（TBS）に山本が出演、本作のリード曲「JOKER」を初披露し、歌唱後に2ndアルバムの発売が発表された。
クリエイターとして阿久悠、阿部真央、いしわたり淳治、水野良樹（いきものがかり）、Carlos K.、ヒロイズムらが参加しているほか、山本自身の作詞・作曲楽曲も多数収録されている。また、カバーアルバム『The best covers of DREAMS COME TRUE ドリウタ Vol.1』での参加楽曲「何度でも」（DREAMS COME TRUE）も収録されている。
2017年9月17日に、山本のほかゲストとしてライブツアーのバックバンドを務める小名川高弘、草刈浩司が出演した本アルバム収録曲の全曲試聴会がSHOWROOMで配信された。

## 楽曲解説
愛せよ
2007年に死去した作詞家・阿久悠による未発表詞に、『没後10年・作詞家50年・生誕80年 阿久悠未発表詞105080プロジェクト』の一環として、水野良樹が曲をつけた楽曲である。

## ミュージック・ビデオ
本作のリード曲「JOKER」のミュージック・ビデオは、山本が一人二役を演じている。荒廃した屋敷のダイニングルームのテーブルの上で、ともにミニチュア化した男の格好をした山本と反対側から女性の格好をした山本が、互いにギターを弾き語りながらテーブルの中心に向かう。テーブルの中心は朽ち果てており、崖のように2人を阻むが、ギターを置きジャンプした2人は、空中で抱き合いキスをしながら落下していく。そのとき床にはハートのクイーンのカードに「JOKER」のカードが重なり合い落下していた。監督は萩原健太郎が担当した。

## メディアでの使用
JOKER
LIXIL住宅研究所 アイフルホーム「山﨑賢人登場」篇のCMソング。
MBS・TBS系『プレバト!!』2017年10〜11月度エンディングテーマ。
Let’s go crazy
AbemaTVドラマ『ふたりモノローグ』の主題歌。

## 収録トラック
| #         | タイトル             | 作詞                      | 作曲                      | 編曲                | 時間  |
| --------- | -------------------- | ------------------------- | ------------------------- | ------------------- | ----- |
| 1.        | 「JOKER」            | 山本彩・いしわたり淳治    | 山本彩                    | 亀田誠治            | 4:34  |
| 2.        | 「Wings」            | Carlos K. & Seiji Kameda  | Carlos K. & Seiji Kameda  | 亀田誠治 &Carlos K. | 3:55  |
| 3.        | 「夢の声」           | ヒロイズム & Seiji Kameda | ヒロイズム & Seiji Kameda | 亀田誠治            | 3:45  |
| 4.        | 「Let's go crazy」   | 山本彩                    | 山本彩                    | 亀田誠治            | 3:44  |
| 5.        | 「ゆびきり」         | 山本彩                    | 山本彩                    | 亀田誠治            | 4:11  |
| 6.        | 「サードマン」       | 山本彩                    | 山本彩                    | 亀田誠治            | 4:24  |
| 7.        | 「どうしてどうして」 | 山本彩・いしわたり淳治    | 山本彩                    | 亀田誠治            | 5:13  |
| 8.        | 「愛せよ」           | 阿久悠                    | 水野良樹                  | 亀田誠治            | 5:01  |
| 9.        | 「何度でも」         | 吉田美和                  | 中村正人・吉田美和        | 亀田誠治            | 3:44  |
| 10.       | 「喝采」             | 阿部真央                  | 阿部真央                  | 亀田誠治            | 3:16  |
| 11.       | 「陸の魚」           | 山本彩・いしわたり淳治    | 山本彩                    | 亀田誠治            | 4:37  |
| 12.       | 「春はもうすぐ」     | 水野良樹                  | 水野良樹                  | 亀田誠治            | 5:53  |
| 13.       | 「蛍」               | 山本彩                    | 山本彩                    | 亀田誠治            | 4:17  |
| 合計時間: | 合計時間:            | 合計時間:                 | 合計時間:                 | 合計時間:           | 56:41 |

| #  | タイトル                       | 作詞 | 作曲・編曲 |
| -- | ------------------------------ | ---- | ---------- |
| 1. | 「JOKER (Music Video)」        |      |            |
| 2. | 「JOKER (Music Video Making)」 |      |            |